# 千國站
千國站（日语：／ Chikuni eki */?）是位於長野縣北安曇郡小谷村大字千國，東日本旅客鐵道（JR東日本）的大糸線車站。車站編號是10。

## 車站構造
採用簡易車站模式運作，車站入口即為月台入口，但在左側則仍設有1座以水泥建成的簡易式站房，為本站第二代站房。站房入口設於內側，進入後即為附設候車座椅及列車資訊的候車室。而慣常的前方入口則採用了捲閘，並長期在拉下的狀態。
月台右側於站房改建前原為有蓋的無障礙斜道，通過路軌下方而前往車站的另一邊。改建工程開展時，相關的有蓋通道被拆去，但在頂處則重新設置了一座新式男、女共用的洗手間。

### 舊站房

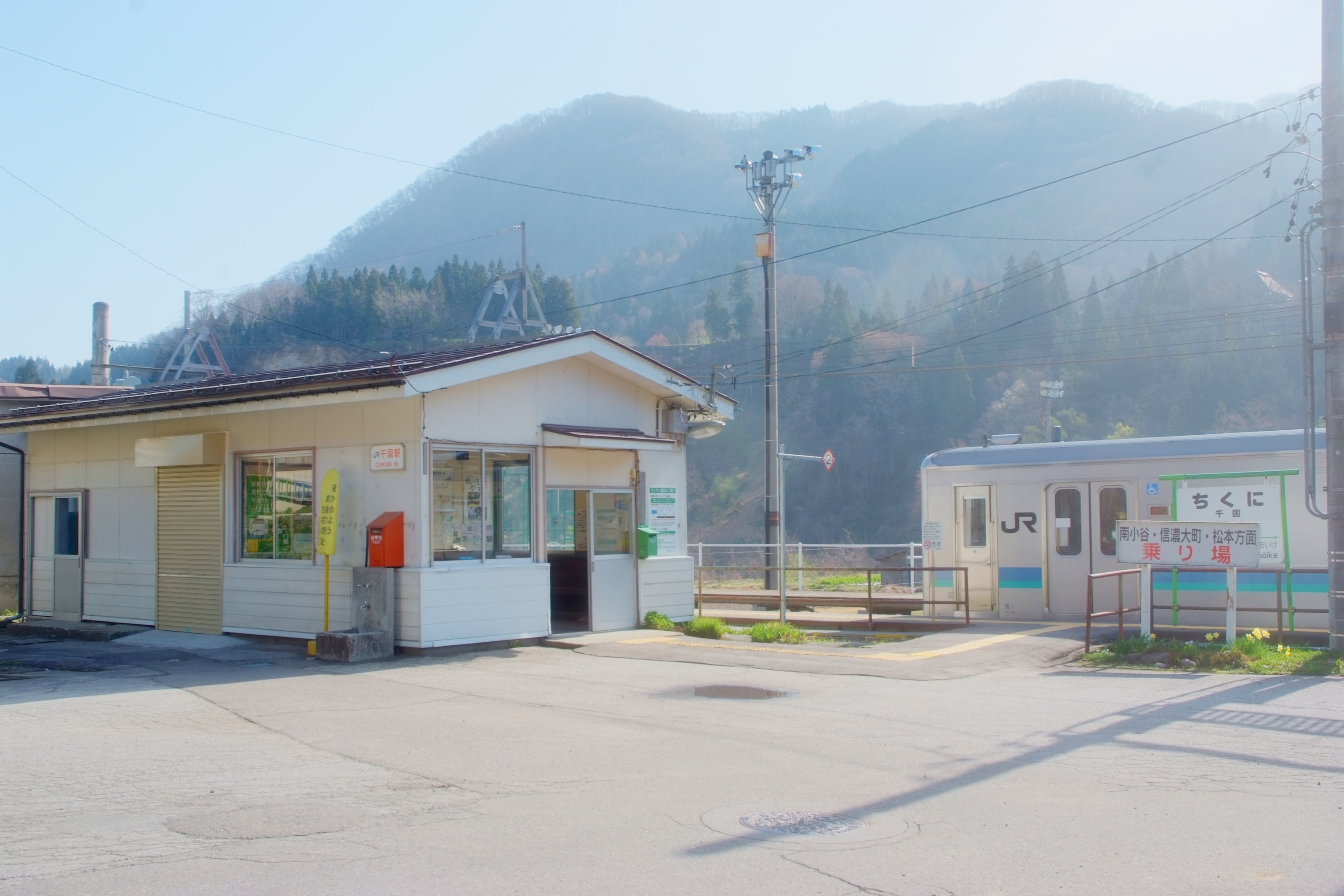
已去的舊站房及E127系列車（2009年4月）

以木板所建成的單層站房，面積比現時的為大。前方入口採用趟門設計，進站後即為候車大堂，前方為早被木板所圍封的舊票務窗口、行李提取櫃位、站務室及職員留宿處，無人化後改為儲物室。

### 月台

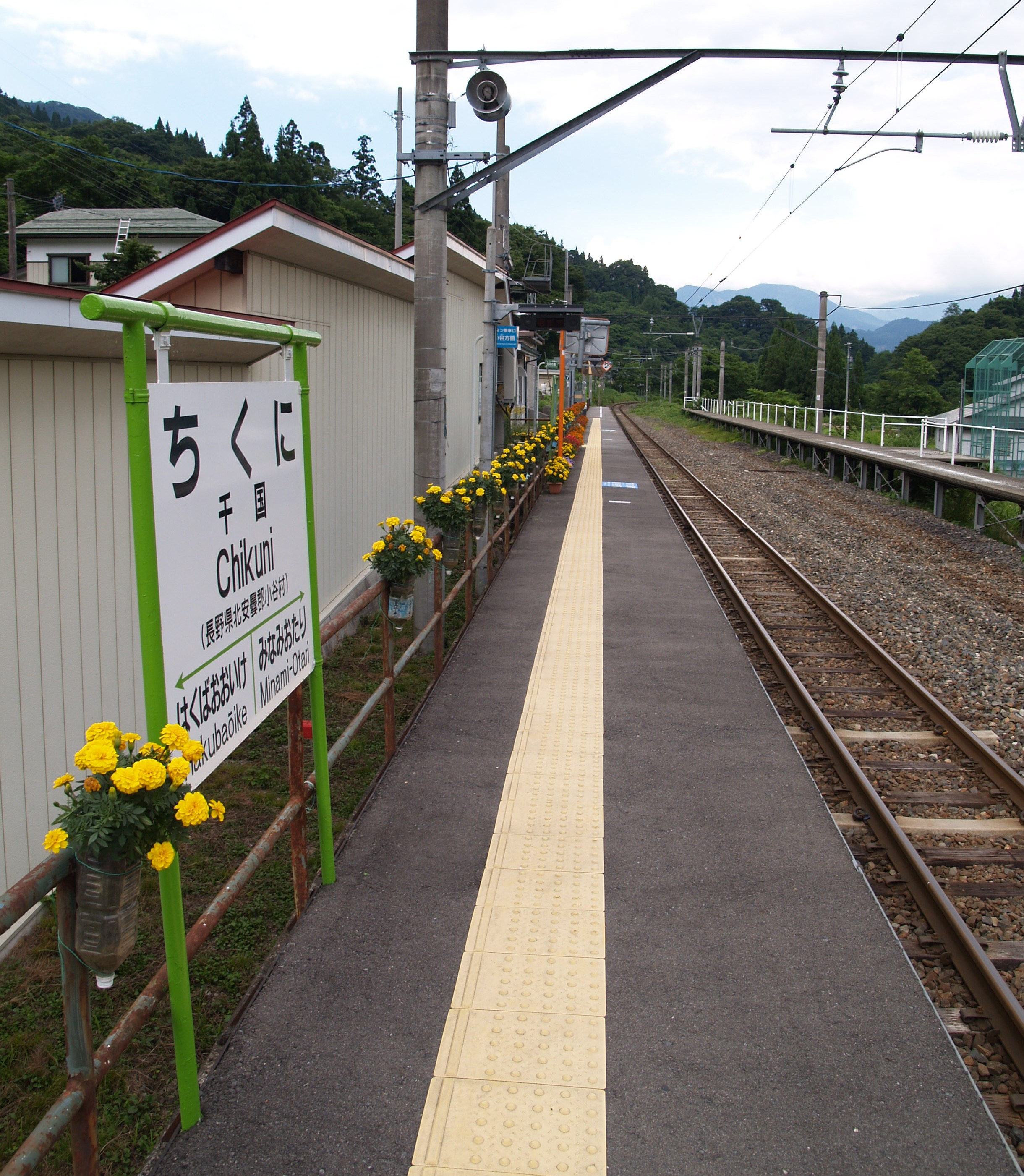
月台（2010年8月）

開站時與現時均只有側式月台一座，列車不能在此交會。
過往因應列車班次有所提昇，曾於1989年於本站增設多一個側式月台，使成為2面2線的列車可交會車站，但是2005年時，原來的上行本線遭撤去而回復為單式月台。

## 歷史
在車站啟用前的1937年，車站附近的風張山曾發生過山泥傾瀉，導致大糸線暫停運輸。事後在本站的南邊建有紀念碑。
- 1961年12月23日：國鐵千國崎臨時乘降場啟用[1]。
- 1962年12月25日：升級至車站並改名為千國[1][2]。為旅客車站。
- 1987年4月1日：隨國鐵分割民營化，車站由東日本旅客鐵道（JR東日本）營運[3]。
- 1989年7月：月台成為2面2線[1]。
- 2005年：上行月台撤走，月台成為1面1線[1]。
- 2014年：

- 11月22日：發生長野縣神城斷層地震，信濃大町站至糸魚川站之間暫停運行。
- 12月7日：白馬站至南小谷站之間重開。

- 2016年12月12日：導入車站編號[4]。
- 2024年6月1日：為方便沿線居民轉乘北陸新幹線及促進大糸線的使用，由糸魚川市、大町市及JR西日本共同安排由2024年6月1日至2025年3月31日為止，試行每天以巴士形式加開4班來往白馬～糸魚川之間的班次[5]，變相重新直通JR西日本及JR東日本的路段[6][7]。

## 使用狀況
根據「長野縣統計書」，以下為1日平均乘車人次資料：
- 2007年度 - 7人[1]
- 2009年度 - 3人[1]
- 2010年度 - 3人[8]
- 2011年度 - 2人[9]

2012年度起再沒有公開相關的資料。

## 相鄰車站
東日本旅客鐵道（JR東日本）
■大糸線
■特急、■快速
通過
■普通
白馬大池（11）－千國（10）－南小谷（9）

### 新聞
1. ↑  “41人けが、全壊34棟 長野北部地震、余震70回に”. 中日新聞 (中日新聞社). (2014年11月24日)
2. ↑  “JR大糸線、全線復旧 15日ぶり、高校生ら歓迎” 信濃毎日新聞 (信濃毎日新聞社). (2014年12月8日)

## 外部連結
- 車站資訊（千國）：東日本旅客鐵道（日語）